# Alex Scally
Alex Kristian Scally (Baltimore, 15 de julho de 1982) é um multi-instrumentista e compositor americano. É conhecido como coautor, guitarrista e vocalista de apoio da banda de dream pop Beach House, com a qual gravou nove álbuns de estúdio.

## Primeiros anos
Scally nasceu em Baltimore, Maryland, em 15 de julho de 1982 e foi criado na cidade. Tem ascendência católica irlandesa.
Formou-se no Baltimore Polytechnic Institute em 2000, e na Oberlin College em 2004, onde estudou geologia e participou da equipe de corrida de cross-country da NCAA (Divisão III).
Após se formar, voltou a Baltimore e trabalhou como carpinteiro com seu pai.

## Carreira
Em 2004, Scally fundou a banda Beach House com Victoria Legrand em Baltimore. Segundo ele, decidiram se basear em Baltimore por ser "um lugar onde se pode fazer música intensamente, porque não é preciso muito dinheiro para viver lá."
Sobre a origem da banda, Scally comentou: "Estávamos meio que vagando por Baltimore no início dos nossos 20 anos, e nos conhecemos em outro projeto musical, do qual Beach House acabou surgindo."
Sobre os primeiros shows, disse: "Fico feliz que ninguém ia aos nossos shows no início, porque não fazíamos ideia do que estávamos fazendo."
Em 2022, o grupo já havia lançado oito álbuns de estúdio.